# Theodore Racing
Theodore Racing var ett hongkongskt formel 1-stall som tävlade under slutet av 1970-talet och början av 1980-talet.

## Historik
Theodore debuterade i USA:s Grand Prix West 1976 med förarna Ronnie Peterson och Hans-Joachim Stuck i var sin March-Ford.
Stallets största framgångar var femteplatserna i Nederländerna 1977 och Kanada 1977. 1983 gick Theodore ihop med Ensign och Ensign N183-bilen blev en Theodore N183. Johnny Cecotto slutade sexa och fick poäng i USA:s Grand Prix West 1983 i Long Beach men allt eftersom säsongen gick blev det allt svårare för Theodore att kvalificera sig och i slutet av året lades stallet ner.

## F1-säsonger
| Säsong | Tävlingsnamn              | Bil                         | Motor                    | Däck | Poäng | VM-plac. | Förare 1         | Förare 2           | Övriga förare                     |
| ------ | ------------------------- | --------------------------- | ------------------------ | ---- | ----- | -------- | ---------------- | ------------------ | --------------------------------- |
| 1976   | Theodore Racing           | March 761                   | Ford Cosworth DFV 3.0 V8 | G    | 0     | (7:a)    | Ronnie Peterson  | Hans-Joachim Stuck |                                   |
| 1977   | Theodore Racing Hong Kong | Ensign N177                 | Ford Cosworth DFV 3.0 V8 | G    | 5     | (10:a)   | Patrick Tambay   |                    |                                   |
| 1978   | Theodore Racing           | Theodore TR1                | Ford Cosworth DFV 3.0 V8 | G    | 0     | 15:e     | Eddie Cheever    |                    |                                   |
| 1978   | Theodore Racing Hong Kong | Theodore TR1                | Ford Cosworth DFV 3.0 V8 | G    | 0     | 15:e     | Keke Rosberg     |                    |                                   |
| 1978   | Theodore Racing Hong Kong | Wolf WR3 Wolf WR4           | Ford Cosworth DFV 3.0 V8 | G    | 0     | (5:a)    | Keke Rosberg     |                    |                                   |
| 1981   | Theodore Racing Team      | Theodore TY01               | Ford Cosworth DFV 3.0 V8 | M/A  | 1     | 12:a     | Marc Surer       |                    | Patrick Tambay                    |
| 1982   | Theodore Racing Team      | Theodore TY01 Theodore TY02 | Ford Cosworth DFV 3.0 V8 | A/G  | 0     | 15:e     | Tommy Byrne      |                    | Derek Daly Jan Lammers Geoff Lees |
| 1983   | Theodore Racing Team      | Theodore N183               | Ford Cosworth DFV 3.0 V8 | G    | 1     | 12:a     | Roberto Guerrero | Johnny Cecotto     |                                   |